# Savoy Truffle
"Savoy Truffle" é uma canção dos Beatles composta por George Harrison, e lançada no álbum The Beatles ou "Álbum Branco" de 1968. A canção foi a última composta para o disco.

## Origens da criação
Harrison escreveu a canção em homenagem a seu amigo Eric Clapton, que é viciado em doces. Em sua autobiografia, “I Me Mine,” Harrison explica que a canção foi inspirada em uma caixa de chocolates da Mackintosh Good News. Muitas das linhas são baseadas em doces dessa caixa, embora “Cherry Cream” (creme de cereja) e “Coconut Fudge” (leite de coco) sejam invenções do próprio George.
Em entrevista no ano de 1977, George diz: “Savoy Truffe do “White Álbum” foi escrito para Eric. Ele tinha esse vício por doces e sua boca estava sempre mastigando algo. O dentista dele disse que ele estava exagerando nos doces. Então como conselho, eu escrevi ‘You'll have to have them all pulled out after the Savoy Truffle'. A trufa era um doce igual aos outros - cream tangerine, ginger sling – nomes de doces, para provocar Eric.”
O refrão citado acima na tradução: “Você terá todos extraídos após a Trufa de Savoia,” é uma referência a deterioração dos dentes, depois de comer a Savoy Truffle, que era o doce preferido de Clapton.

## Gravação
A banda exceto por John Lennon que não tocou na canção, começou a gravar “Savoy Truffle” em 3 de outubro de 1968 no Trident Studios em Londres. Foi gravada a base de guitarra, baixo e bateria em 1 take, embora vários ensaios foram previamente gravados.
Dois dias depois ainda no Trident, Harrison gravou os vocais e em 11 de outubro, os overdubs de saxofone foram gravados no Abbey Road Studios. Os metais foram arranjados e conduzidos pelo braço direito de George Martin, Chris Thomas, que também toca de maneira magnífica órgão e piano elétrico: “Naquele momento eu achei que tinha realmente feito alguma diferença no trabalho.”
Houve discordância no processo de gravação dos metais, de acordo com Brian Gibson o engenheiro de som: "A sessão de metais estava indo bem, não há nada como uma sessão de metais para levantar os ânimos e soou realmente fantástico. Mas depois de ouvir esse ótimo som, George se virou para Ken Scott e disse, 'Legal, agora eu quero distorce-lo.’ Então eu tive que ligar dois amplificadores de alto ganho, que estava sobrecarregado e introduzir muita distorção, cortando completamente o som e deixando-o sujo.”
Ainda segundo Gibson, os seis saxofonistas (três barítonos e três tenores), não gostaram da mudança: “Os músicos vieram a sala de controle para ouvir e antes de tocar George foi dizendo, ‘Antes de vocês escutarem, eu preciso me desculpar pelo que eu fiz com esse lindo som, por favor, me perdoem, mas é do jeito que eu quero!’ Eu não acho que particularmente eles gostaram do que ouviram, mas eles perceberam que era aquilo que George queria, e que foi o trabalho deles que o providenciou.”
A canção foi completada em 14 de outubro. Uma segunda guitarra, órgão e o tamborim foram adicionados. Ringo Starr não estava presente, pois ele voou com a família para Sardenha, logo de manhã para suas férias de duas semanas.

## Os músicos
- George Harrison – vocal, guitarra base e solo
- Paul McCartney – baixo, tamborim, bongos e vocais de apoio
- Ringo Starr – bateria

- Chris Thomas – órgão, piano elétrico
- Derek Collins, Art Ellefson, Danny Moss – saxofones tenor
- Bernard George, Harry Klein, Ronnie Ross – saxofones barítono